# Aprendizes de Lucas
Aprendizes de Lucas, foi uma escola de samba criada no bairro de Parada de Lucas, Rio de Janeiro.

## História
Fundada em 15 de novembro de 1932, foi por 3 vezes vice-campeã do Carnaval carioca, ficando atrás do Império Serrano em 1950 e 1951 em 1960 ficando atrás do Salgueiro, Império Serrano, Portela, Capela e  Mangueira. A Escola tinha como referência geográfica, o lado esquerdo da Estação de Parada de Lucas (direção Duque de Caxias), e a Igreja de São Sebastião, seu padroeiro e protetor.
Entre seus fundadores, estão José Serrão (Cartola), Octacilio Marques, Jorge Novais (Joca) e Claudionor Saldanha. Jorge e Claudionor sugeriram o nome da escola, e Cartola suas cores, verde e branco.
Considerada uma Escola de maior poder aquisitivo, na época, tendo em sua "ala dos compositores" o ponto de destaque, durante mais de trinta anos, participou de grandes desfiles, com sambas memoráveis, alegorias muito bem executadas e bons enredos. Com a ajuda da comunidade, nesses longos anos de desfiles, teve importantes participações, apresentando fantasias luxuosas, de alto valor.
Como a contribuição inovadora, para o mundo do samba, introduziu a "Frigideira", como instrumento de ritmo, e tinha em sua bateria um dos maiores nomes na história do tamborim, o "Mestre Gargalhada", branco, português de Cabo Verde,conquistou o primeiro prêmio Tamborim de Ouro, no Brasil.
Um dos mais importantes Carnavais da Aprendizes de Lucas, teve como enredo "Festa da Uva” de 1951 onde foi vice-campeã da elite do Carnaval Carioca, “Um pouco do Sul” de 1956, que como "Festa da uva" de 1951, retratava a tradição do Rio Grande do Sul, principalmente que era uma grande novidade naquela época, e em 1954 com “ Exaltação à São Paulo” fez um Carnaval surpreendente ficando com o 5º lugar, onde o samba é lembrado e cantado até hoje por muitos sambistas do Carnaval Carioca. Podemos citar também o Carnaval de 1959 com o enredo "Homenagem ao Corpo de Bombeiros" e o Carnaval de 1960 com enredo “José Bonifácio, Patriarca da Independência”.
Em 1966 a Aprendizes de Lucas uniu-se à Unidos da Capela, do mesmo bairro,  surgindo a escola de samba Unidos de Lucas.
Em 1997, a Unidos de Lucas homenageou a Unidos da Capela e a Aprendizes de Lucas com o enredo "Capela e Aprendizes - O Galo conta a sua história".

## Carnavais
- 1948 - Carlos Gomes, o imortal (13º lugar)
- 1949 - Salve o pandeiro (7º lugar)
- 1950 - Uma festa na Igreja do Bonfim (Exaltação à Bahia) (vice-campeã)
- 1951 - Festa da Uva (vice-campeã)
- 1953 - Exaltação à Recife (4o lugar)
- 1954 - Exaltação à São Paulo (5o lugar)
- 1955 - Homenagem ao fruto proibido (5o lugar)
- 1956 - Um pouco do Sul (5o lugar)
- 1957 - Gratidão do Sambista - Homenagem à Imprensa (5o lugar)
- 1958 - O oficial dos voluntários da pátria (9o lugar)
- 1959 - Homenagem ao Corpo de Bombeiros (7o lugar)
- 1960 - José Bonifácio, Patriarca da Independência (vice-campeã)
- 1961 - A vida e a obra de Antônio Francisco Lisboa (6o lugar)
- 1962 - Maravilhas do Brasil (6o lugar)
- 1963 - Páginas da História (8o lugar)
- 1964 - Viagem através do Brasil (8o lugar)
- 1965 - Progresso e tradições do Rio (7o lugar)
- 1966 - Sementes de um grande Império (7o lugar)